# Hands Like Houses
Hands Like Houses — австралійський рок-гурт з Канберри, створений 2008 року. Гурт підписаний на Hopeless Records і UNFD. Дебютний альбом гурту Ground Dweller вийшов 13 березня 2012 року, посів 141 місце в чарті Billboard 200 і 2 місце в чарті Billboard Heatseekers Albums. Другий альбом, Unimagine, вийшов 23 липня 2013 року під час туру Warped Tour. Третій альбом гурту Dissonants вийшов 26 лютого 2016 року, а четвертий альбом Anon вийшов 12 жовтня 2018 року.

## Історія

### 2008—2013: заснування таGround Dweller
Сформований у 2008 році із залишків інших місцевих гуртів, So Long Safety та Eternal Debut, гурт вирушив до студії Chango Studios, щоб записати матеріал для альбому Ground Dweller (який, за словами Вудлі, спочатку був задуманий як мініальбом) з продюсером Кемероном Мізеллом. Однак мініальбом так і не вийшов, тому гурт вирішив перезаписати деякі треки та записати шість нових треків для повноформатного альбому. У 2011 році гурт випустив сингли «This Ain't No Place for Animals» і «Lion Skin» (який дещо відрізняється від того, що увійшов до повноформатного альбому) на iTunes, зібравши понад 5000 продажів синглів. Вони також випустили демоверсію «One Hundred» у своєму профілі на PureVolume.
У січні 2012 року гурт підписав контракт з Rise Records і випустив Ground Dweller у березні, транслюючи весь альбом на вебсайті Alternative Press. Ground Dweller дебютував під номером 141 в Billboard Top 200 і номером 2 у Billboard Heatseekers Chart і в цілому був добре сприйнятий. 2 травня Hands Like Houses розпочали перше турне по США під час туру «The Freshman Class of '12» лейблу Rise Records, підтримуючи The Air I Breathe, Palisades і My Ticket Home.
У квітні 2012 року вони випустили відео мініальбом під назвою Snow Sessions з акустичним виконанням деяких пісень із Ground Dweller. Вони гастролювали в Сполучених Штатах з We Came as Romans і Attack Attack!. Восени 2012 року вони гастролювали з Pierce the Veil і Sleeping with Sirens у турі «Collide with the Sky». Вони приєдналися до Pierce the Veil і Woe, Is Me у травні-червні 2013 року.

### 2013—2014:UnimagineтаReimagine
Під час британського туру з Pierce the Veil і Woe, Is Me, Hands Like Houses виконали нові пісні з Unimagine, включно з головним синглом «Introduced Species». Альбом вийшов у липні на лейблі Rise Records. Гурт виступав під час усього туру Vans Warped 2013 року на #Domo Stage, виконуючи «Introduced Species» і «Shapeshifters» з нового альбому під час туру. Тоді ж гурт випустив відео на пісню «A Fire on a Hill», в якому показав, як у часі змінюється мурал, намальований місцевими художниками з Канберри Алексом Ланді і Клер Джексон.
У 2014 році гурт вирушив у кілька турів на підтримку Unimagine. Протягом лютого-березня вони підтримували Memphis May Fire по всій території США з The Word Alive, A Skylit Drive і Beartooth, а потім завершили свій перший британський тур у квітні за підтримки Crooks (Великобританія). Повернувшись до США наприкінці квітня, гурт підтримував Chiodos під час решти дат свого туру «Devil's Dance», разом із Emarosa, Our Last Night і '68. У травні гурт розпочав свій перший хедлайн-тур США за підтримки Slaves (Джонні Крейг), Miss Fortune і Alive Like Me, а потім повернувся до Австралії для серії хедлайн-шоу за підтримки Forever Ends Here, Breakaway і Far Away Stables. У цей період гурт випустив свій третій музичний кліп на «A Tale of Outer Suburbia», режисером якого виступив Джошуа Ейлетт.
Після невеликої перерви у вересні 2014 року гурт анонсував новий мініальбом з альтернативними версіями свого попереднього альбому Unimagine. За словами гурту, «Reimagine — це паралель і перевідкриття Unimagine, і ми не можемо бути більш задоволеними результатом». Мініальбом вийшов 16 вересня 2014 року. Разом з анонсом вони випустили відео для кожної пісні з мініальбому, починаючи з «Revive (Introduced Species)». У грудні гурт покинув клавішник Джамал Сабет, щоб зайнятися іншими справами. На завершення року гурт гастролював по Великій Британії та Європі з британським металкор-гуртом Bury Tomorrow, а Slaves і In Hearts Wake виступали на підтримку у британських датах.

### 2015—2017:Dissonants
У 2015 році Hands Like Houses виступили в турі «Discovering the Waterfront», присвяченому 10-річчю Silverstein, разом із Beartooth, Major League і My Iron Lung. Перед початком туру гурт записав сингл «I Am» з Еріком Роном у Gray Area Studios у Лос-Анджелесі. 12 березня гурт випустив 30-секундний кліп із кліпу «I Am», спродюсованого Меган Томпсон, а реліз синглу відбудвся 17 березня. Проте гурт опублікував кліп на YouTube на два дні раніше. Гурт увійшов у студію в березні для запису третього альбом з Джеймсом Полом Візнером (Underoath, Paramore, Go Radio, The Getaway Plan) у Сент-Клауді, Флорида. Альбом вийшов на Rise Records і UNFD, і спочатку він був орієнтовно запланований на жовтень 2015 року. Гурт гастролював того року під час туру Vans Warped Tour. У рамках свого сету вони дебютували з новою піснею «New Romantics». Hands Like Houses з'явилися на відомому британському фестивалі Download Festival у середині червня, а також у всьому турі Vans Warped по США у червні–серпні. Крім того, їх було оголошено основним супроводжувальний гуртом для Enter Shikari в австралійській частині туру «The Mindsweep World Tour».
11 серпня гурт оголосив через Facebook, що їхній новий альбом буде називатися Dissonants і вийде в жовтні цього року, а також оголосив про світовий тур. Гурт випустив другий сингл із Dissonants, «New Romantics», який раніше дебютував під час туру Warped Tour, у жовтні. Пізніше під час світового туру Dissonants гурт представив дві нові пісні, «Glasshouse» і «Perspectives». У грудні Hands Like Houses замінили The Ghost Inside у «Big Ass Tour» з A Day to Remember, The Amity Affliction і Motionless in White після того, як учасники The Ghost Inside потрапили в автобусну аварію. Пізніше того ж місяця вони оголосили, що попередні замовлення на їхній альбом надійдуть у продаж.
Альбом Dissonants вийшов 26 лютого 2016 року. Через кілька днів гурт оголосив, що приєднається до Northlane і In Hearts Wake під час туру «The Equinox Tour» в Австралії в червні 2016 року. Вони також підтримували Northlane під час туру «Intuition Tour» в Австралії в травні 2017 року та знову виступали в Warped Tour в США влітку 2017 року. 15 червня 2017 року гурт випустив окремий сингл «Drift» і оголосив про підписання контракту з Hopeless Records по всьому світу, за винятком Австралії та Нової Зеландії, де тривала співпраця з UNFD.

### 2018—2020:Anon
На початку 2018 року гурт виступив на фестивалі UNIFY у Tarwin Lower, а також розпочав акустичний тур гурту Resonants. 26 липня гурт оголосив, що планує випустити четвертий студійний альбом Anon, який має вийти 12 жовтня на Hopeless Records. Того ж дня вийшов перший сингл альбому «Overthinking». Чотири дні потому гурт оголосив дати хедлайнерського туру по Північній Америці з Emarosa і Devour the Day. Другий сингл альбому, «Monster», вийшов 13 серпня. 1 жовтня WWE оголосила, що «Monster» стане офіційною піснею для платного шоу WWE Super Show-Down 6 жовтня в Мельбурні. Гурт випустив четвертий студійний альбом Anon 12 жовтня 2018 року на UNFD. Рецензент Wall of Sound Майкл Паренте оцінив альбом 7,5 з 10, сказавши, що «цей альбом є освіжаючим поглядом на жанр, з чітким написанням пісень».
Їхній третій сингл з Anon, «Sick», вийшов 22 січня 2019 року разом із супровідним музичним відео. Hands Like Houses провели австралійський тур із шістьма датами для просування альбому в лютому. Вони грали у великих містах. На підтримку гурту виступали Ocean Grove, Endless Heights і RedHook. 24 липня вони випустили реміксовану версію треку «Through Glass» з додатковим вокалом Самсаруха. В жовтні вони провели тур по Австралії.

### 2020—2023: однойменний мініальбом, вихід Вудлі
У серпні 2020 року гурт оголосив разом із релізом «The Water», що 23 жовтня 2020 року вони випустять однойменний мініальбом із випущеним раніше синглом «Space». Мініальбом вийшов на UNFD і отримав загалом позитивні відгуки. У грудні 2022 року гурт випустив окремий «Hurricane».
27 липня 2023 року гурт оголосив, що вокаліст Вудлі залишає гурт, вказавши причиною звільнення «різницю в перспективі», «тертя» та «дисфункцію». Невдовзі після цього Вудлі оприлюднив власну заяву, описавши свій вихід як «несподіваний» і заявив, що гурт відмовив йому у проханні відіграти останню серію концертів, щоб завершити свій час у колективі, але все ж побажав гурту успіхів у подальшому розвитку.

### 2024: найм Рейвена і мініальбомTropo
5 грудня 2023 року гурт представив свій останній сингл «Heaven», що збіглося з оголошенням Джоша Рейвена з гурту The Faim новим вокалістом. Згодом, 31 січня 2024 року, вони оприлюднили другий сингл «Better Before», у якому брав участь Аарон Джайлзпі, вокаліст Underoath. Третій сингл «Bloodrush» за участю Еммі Мак, вокалістки RedHook, вийшов 21 лютого 2024 року. Четвертий сингл «Paradise» за участю Меттью Райта, головного вокаліста The Getaway Plan, вийшов 13 березня 2024 року.
24 березня 2024 року гурт випустив 4-трековий мініальбом під назвою Tropo — Volume 1.

## Протиріччя
У вересні 2021 року Hands Like Houses виключили з UNFD Records через серйозні звинувачення в сексуальному насильстві проти одного з учасників та його сім'ї з боку колишнього партнера (згодом було доведено, що вони були неправдивими). Фронтмен Трентон Вудлі випустив заяву: «Гурт знає про звинувачення та сприймає їх серйозно». Гурту та лейблу тисчасово законодавчо заборонили оприлюднювати подробиці звинувачень. Трентон Вудлі також сказав, що гурт опублікує заяву, коли це буде дозволено законом. 7 липня 2022 року UNFD оприлюднив заяву про Hands Like Houses, попросивши вибачення за будь-який спричинений біль і стрес, а також визнавши, що музична індустрія працює над тим, як впоратися зі звинуваченнями такого характеру. Гурт опублікував відповідь на заяву наступного дня. Обвинувач також був пов'язаний зі справою 2019 року, де вони висунули аналогічні неправдиві звинувачення в сексуальному насильстві проти учасника гурту Good Doogs.

## Склад гурту
Поточний склад
- Метт Купер — соло-гітара (з 2008)
- Олександр Пірсон — ритм-гітара, бек-вокал (з 2008)
- Джоел Тірелл — бас-гітара, бек-вокал (з 2008)
- Метт Паркітні — ударні (з 2008)
- Джош Рейвен — вокал, клавішні, програмування (з 2023)

Колишні учасники
- Джамал Сабет — клавішні, програмування (2008—2014)
- Трентон Вудлі — вокал (2008—2023), клавішні, програмування (2014—2023)

## Дискографія

### Студійні альбоми
| Назва          | Деталі альбому                                                                                    | Пікові позиції в чартах | Пікові позиції в чартах | Пікові позиції в чартах | Пікові позиції в чартах | Пікові позиції в чартах | Пікові позиції в чартах |
| Назва          | Деталі альбому                                                                                    | AUS                     | US                      | US Indie                | US Alt                  | US Rock                 | US Hard Rock            |
| -------------- | ------------------------------------------------------------------------------------------------- | ----------------------- | ----------------------- | ----------------------- | ----------------------- | ----------------------- | ----------------------- |
| Ground Dweller | - Вийшов: 13 березня 2012 - Лейбл: Rise - Формат: CD, LP, цифрове завантаження, стримінг          | —                       | 141                     | 21                      | 22                      | 38                      | 11                      |
| Unimagine      | - Вийшов: 23 липня 2013 - Лейбл: Rise - Формат: CD, LP, цифрове завантаження, стримінг            | 51                      | 37                      | 6                       | 6                       | 10                      | 4                       |
| Dissonants     | - Вийшов: 27 лютого 2016 - Лейбл: Rise, UNFD - Формат: CD, LP, цифрове завантаження, стримінг     | 7                       | 68                      | 6                       | 7                       | 9                       | 3                       |
| Anon           | - Вийшов: 12 жовтня 2018 - Лейбл: Hopeless, UNFD - Формат: CD, LP, цифрове завантаження, стримінг | 4                       | —                       | 11                      | —                       | —                       | —                       |

### Мініальбоми
| Назва             | Деталі мініальбому                                                                    | Пікові позиції у чартах | Пікові позиції у чартах | Пікові позиції у чартах | Пікові позиції у чартах |
| Назва             | Деталі мініальбому                                                                    | US                      | US Indie                | US Alt                  | US Rock                 |
| ----------------- | ------------------------------------------------------------------------------------- | ----------------------- | ----------------------- | ----------------------- | ----------------------- |
| Snow Sessions     | - Вийшов: 27 грудня 2012 - Лейбл: Випущений самостійно - Формат: Цифрове завантаження | —                       | —                       | —                       | —                       |
| Reimagine         | - Вийшов: 16 вересня 2014 - Лейбл: Rise - Формат: CD, цифрове завантаження, стримінг  | 109                     | 23                      | 20                      | 34                      |
| Hands Like Houses | - Вийшов: 23 жовтня 2020 - Лейбл: UNFD - Формат: Цифрове завантаження, стримінг       | —                       | —                       | —                       | —                       |

### Сингли
| Назва                                       | Рік  | Пікові позиції в чартах | Альбом            |
| Назва                                       | Рік  | US Main. Rock           | Альбом            |
| ------------------------------------------- | ---- | ----------------------- | ----------------- |
| «This Ain't No Place for Animals»           | 2010 | —                       | Ground Dweller    |
| «Lion Skin»                                 | 2011 | —                       | Ground Dweller    |
| «Antarctica»                                | 2012 | —                       | Ground Dweller    |
| «Introduced Species»                        | 2013 | —                       | Unimagine         |
| «A Fire on a Hill»                          | 2013 | —                       | Unimagine         |
| «Revive (Introduced Species)»               | 2014 | —                       | Reimagine         |
| «I Am»                                      | 2015 | —                       | Dissonants        |
| «New Romantics»                             | 2015 | —                       | Dissonants        |
| «Colourblind»                               | 2016 | —                       | Dissonants        |
| «Perspectives»                              | 2016 | —                       | Dissonants        |
| «Drift»                                     | 2017 | —                       | Неальбомний сингл |
| «Overthinking»                              | 2018 | —                       | Anon              |
| «Monster»                                   | 2018 | —                       | Anon              |
| «Tilt»                                      | 2018 | —                       | Anon              |
| «Sick»                                      | 2019 | 34                      | Anon              |
| «Through Glass» (за участі Самсаруха)       | 2019 | —                       | Неальбомний сингл |
| «Space»                                     | 2020 | —                       | Hands Like Houses |
| «The Water»                                 | 2020 | —                       | Hands Like Houses |
| «Dangerous»                                 | 2020 | —                       | Hands Like Houses |
| «Hurricane»                                 | 2022 | —                       | Неальбомний сингл |
| «Heaven»                                    | 2023 | —                       | Неальбомний сингл |
| «Better Before» (за участі Аарона Джайлзпі) | 2024 | —                       | Неальбомний сингл |
| «Bloodrush» (за участі Еммі Мек)            | 2024 | —                       | Неальбомний сингл |
| «Paradise» (за участі Меттью Райта)         | 2024 | —                       | Неальбомний сингл |

### Гостьові виступи
| Назва                    | Рік  | Альбом                                  | Примітка                 |
| ------------------------ | ---- | --------------------------------------- | ------------------------ |
| «Torn»                   | 2014 | Punk Goes 90s Vol. 2                    | Кавер на Наталі Імбрулію |
| «Ana's Song (Open Fire)» | 2017 | Spawn (Again): A Tribute to Silverchair | Кавер на Silverchair     |

### Співпраця
| Рік  | Пісня                                                                                            | Альбом                       | Виконавець     |
| ---- | ------------------------------------------------------------------------------------------------ | ---------------------------- | -------------- |
| 2011 | «Consider the Thought» (за участі Трентона Вудлі)                                                | Resonance                    | Awaken I Am    |
| 2014 | «Composure» (за участі Трентона Вудлі)                                                           | Indulgence: A Saga of Lights | SycAmour       |
| 2015 | «Dead Giveaway» (за участі Трентона Вудлі)                                                       | Permanence                   | Storm the Sky  |
| 2016 | «Cold Water (кавер на Major Lazer & Джастіна Бібера)» (за участі Трентона Вудлі & Гаррета Реппа) | Single                       | Our Last Night |
| 2019 | «MNSTR» (за участі Трентона Вудлі)                                                               | MNSTR                        | King Lotus     |

## Нагороди та номінації

### National Live Music Awards
Національна премія в галузі живої музики (National Live Music Awards, NLMA) — це широке визнання різноманітної австралійської концертної індустрії, що відзначає успіх австралійської концертної сцени. Нагороди були започатковані у 2016 році.
| Рік  | Номіновано        | Нагорода                                   | Результат |
| ---- | ----------------- | ------------------------------------------ | --------- |
| 2017 | Hands Like Houses | Найкращий виступ року — глядацькі симпатії | Номінація |
| 2019 | Hands Like Houses | Гард-рок виступ року                       | Номінація |